# Ständige Vertretung
Als Ständige Vertretung (Abkürzung in Deutschland: StäV) bezeichnet man Dienststellen, die die Funktionen einer Botschaft erfüllen, wenn die Einrichtung einer Botschaft nicht möglich ist. Dies ist dann der Fall, wenn die Ständige Vertretung
- sich in einem Land befindet, das von dem Staat, der die Ständige Vertretung unterhält, nicht offiziell als ausländischer Staat anerkannt wird, oder
- ihre Botschaftsfunktion nicht in einem souveränen Staat, sondern innerhalb einer internationalen Organisation (an deren Standort) ausübt.

## Internationale Organisationen
Die „Botschafter“ bei internationalen Organisationen sind im Verständnis der Diplomatie ständige Vertreter, desgleichen die „Botschaften“ ständige Vertretungen, respektive, der diplomatische Vertreter steht im Rang eines Botschafters, weil er bei einem Völkerrechtssubjekt akkreditiert ist:
- Ständiger Vertreter bei den Vereinten Nationen bei der UNO („UN-Botschafter“)
Desgleichen bei deren Unterorganisationen, wie bei der UNESCO. Viele Staaten entsenden nur jeweils einen Vertreter an die vier UN-Standorte (New York, Genf, Wien, Nairobi), dann Ständiger Vertreter bei den internationalen Organisationen genannt.
- Ständiger Vertreter bei der Europäischen Union („EU-Botschafter“)
- Ständiger Vertreter bei der NATO („NATO-Botschafter“)

Hingegen werden andere ständige Vertreter an nicht eigenständigen Unterorganisationen solcher Institutionen oft als Gesandter geführt. Die Ständigen Vertreter nicht an einer internationalen Organisation beteiligter Akteure werden meist als Beobachter bezeichnet.

## Nationales

### Deutschland

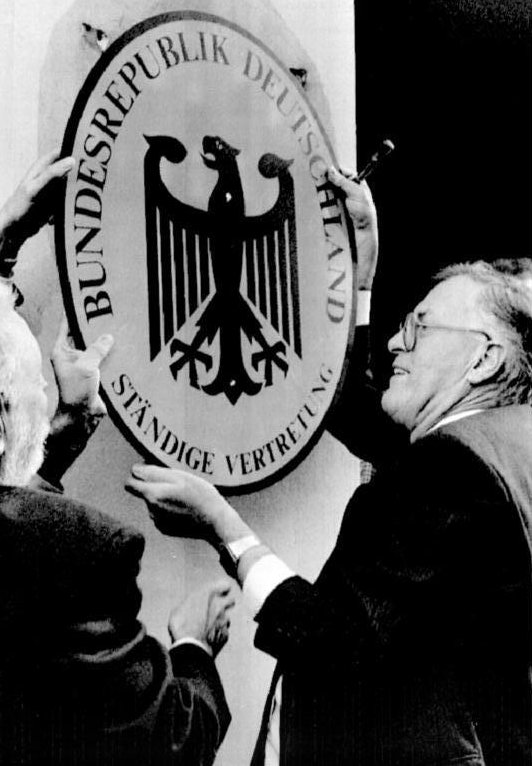
Am 2. Oktober 1990 schraubte der Leiter der Ständigen Vertretung der Bundesrepublik Deutschland bei der DDR, Franz Bertele, eigenhändig das Schild an seinem Dienstgebäude ab. Mit der deutschen Wiedervereinigung beendete die Mission ihre Arbeit.

Die Regierungen der Bundesrepublik Deutschland und der DDR eröffneten am 2. Mai 1974 in Bonn bzw. Ost-Berlin Ständige Vertretungen, da die Bundesrepublik die DDR völkerrechtlich nicht als Ausland anerkannte. Basis dieser Einrichtungen war der Grundlagenvertrag von 1972. Die Vertretungen hatten bis zur Wiedervereinigung am 3. Oktober 1990 Bestand. 
Die Ständige Vertretung der Bundesrepublik hatte ihren Sitz an der Hannoverschen Straße im Bezirk Mitte. Ihre Mitarbeiter besaßen Diplomatenstatus und hatten ihren Melde-Wohnsitz in der Leipziger Straße in Ost-Berlin. Sie konnten jederzeit über die innerstädtischen Sektorengrenzen nach West-Berlin ausreisen, wo sie in der Regel tatsächlich wohnten. Kinder von StäV-Mitarbeitern gingen im Westteil der Stadt zur Schule. Der Bonner Dienstsitz der Ständigen Vertretung der DDR befand sich an der Godesberger Allee 18, der Ostseite der Bundesstraße 9 im Bad Godesberger Ortsteil Plittersdorf.
Die Ständige Vertretung in Ost-Berlin spielte eine wichtige Rolle, als das politische System der SED 1989 zunehmend erodierte. Im Verlaufe des Frühjahrs und Sommers hatten sich zeitweise mehr als 100 DDR-Bürger auf das Gelände der Vertretung geflüchtet und hofften von dort auf ihre Ausreise in den Westen. Auf Betreiben der Bundesregierung gab es mehrere Wellen, bei denen Vertretungsflüchtlinge in den Westen übersiedeln konnten, wobei dem Wunsch der DDR-Führung nach diskreter Abwicklung Rechnung getragen wurde.
Die Bundesrepublik Deutschland unterhält Ständige Vertretungen unter anderem bei der Europäischen Union und den Vereinten Nationen. Da die Bundesländer als Gliedstaaten der Bundesrepublik an den Angelegenheiten der EU mitwirken (Art. 23 Abs. 2 Grundgesetz), unterhalten sie ebenfalls Ständige Vertretungen in Brüssel.
Die Vertretungen der deutschen Länder beim Bund stellen – im Gegensatz zu den Vertretungen der Länder bei der Europäischen Union (einem Staatenverbund) – keine Ständigen Vertretungen dar, weil sie als Vertretungen von inländischen Staaten bzw. Gliedstaaten keine Botschaftsfunktionen erfüllen, sondern föderalen Aufgaben dienen.

### Taiwan
Die Republik China auf Taiwan wird auf Druck der Volksrepublik China nur von insgesamt 20 meist kleineren, vorwiegend mittelamerikanischen, afrikanischen und ozeanischen Staaten (unter anderem Paraguay) und vom Heiligen Stuhl anerkannt. Um trotzdem ein außenpolitisches Verhältnis zu Taiwan aufzubauen, wurden von vielen Staaten sogenannte Taipei Wirtschafts- und Kulturbüros eingerichtet. Diese arbeiten de facto wie eine Botschaft, vermeiden allerdings peinlichst genau diese offizielle Bezeichnung, um nicht das Missfallen der Volksrepublik China auf sich zu ziehen. Umgekehrt hat etwa Deutschland in Taiwan das Deutsche Institut Taipei eingerichtet. Die Volksrepublik China verfolgt die Ein-China-Politik, nach der die Insel Taiwan als Teil der Volksrepublik angesehen wird. Wie zur Zeit der deutschen Teilung betrachten die Einheimischen auf dem Festland und manche Einwohner auf Taiwan (Kuomintang-Mitglieder) die beiden Landesteile als „Inland“, das nur von den jeweils gegnerischen Machthabern als besetzt angesehen wird.
Die Republik China eröffnete 1958 ein neues Wirtschafts- und Kulturbüro in Bonn. Es nannte sich Fernost Informationen. Im Jahr 1990 wurde das Fernost-Informationsbüro zu Taipei Wirtschafts- und Kulturbüro umbenannt, was eine sprachliche Aufwertung bedeutete. Im Jahr 1996 wurde das Büro in Taipeh Vertretung in der Bundesrepublik Deutschland umbenannt, was den quasi-offiziellen Charakter des Büros stärken sollte.
In Österreich heißt die Vertretung Taipeh Wirtschafts- und Kulturbüro in Wien, die österreichische Kontaktstelle Österreich Büro Taipei.

### Deutschland
- Liste der deutschen Botschafter
- Liste deutscher Auslandsvertretungen
- Ständige Vertretung der Bundesrepublik Deutschland bei der Abrüstungskonferenz
- Ständige Vertretung der Bundesrepublik Deutschland beim Europarat
- Ständige Vertretung der Bundesrepublik Deutschland bei der Europäischen Union
- Ständige Vertretung der Bundesrepublik Deutschland bei der NATO
- Ständige Vertretung der Bundesrepublik Deutschland bei der OECD
- Ständige Vertretung der Bundesrepublik Deutschland bei der OSZE
- Ständige Vertretung der Bundesrepublik Deutschland bei der OVCW
- Ständige Vertretung der Bundesrepublik Deutschland bei der UNESCO
- Ständige Vertretung der Bundesrepublik Deutschland bei den Vereinten Nationen in Genf
- Ständige Vertretung der Bundesrepublik Deutschland bei den Vereinten Nationen in New York
- Ständige Vertretung der Bundesrepublik Deutschland bei den Vereinten Nationen in Rom
- Ständige Vertretung der Bundesrepublik Deutschland bei den Vereinten Nationen in Wien

### Österreich
- Ständige Vertretung Österreichs bei der OECD

### Anschläge auf Auslandsvertretungen
- Liste von Anschlägen auf Auslandsvertretungen